# کریستین هالکوئیست
کریستین هالکوئیست (به انگلیسی: Christine Hallquist) (زاده ۱۱ آوریل ۱۹۵۶) سیاست‌مدار، عضو حزب دموکرات آمریکا و آمریکایی است.
او یک زن ترنس است.